# Osweiler
Osweiler (en luxemburguès: Uesweller; en alemany:  Osweiler) és una vila de la comuna de Rosport  situada al districte de Grevenmacher del cantó d'Echternach. Està a uns 29 km de distància de la ciutat de Luxemburg.